# Стоун, Уильям Джонсон
Уи́льям Джо́нсон Сто́ун (англ. William Johnson Stone; 26 июня 1841 — 12 марта 1923) — член Палаты представителей США от штата Кентукки.
Уильям Стоун родился в Куттаве (штат Кентукки). Он обучался в общей школе, а затем в Средней школе К. М. Тайлера в Кадисе. Стоун получил образование в области права. Во время Гражданской войны он воевал в звании капитана на стороне армии конфедератов. После войны занимался сельским хозяйством.
В 1867, 1875 и 1883 годах Стоун был членом Палаты представителей штата Кентукки (в 1875 году находился в должности спикера). Стоун избирался в Конгресс от партии демократов пять раз подряд, начиная с 49-го Конгресса, и, таким образом, был членом Палаты представителей с 4 марта 1885 года по 3 марта 1895 года. На протяжении работы 50-го Конгресса председательствовал в комитете по военным претензиям.
В 1899 году баллотировался на пост губернатора штата, но проиграл во внутрипартийном голосовании Уильяму Гебелю (на выборах тот был в конечном счёте признан победителем над оппонентом-республиканцем Уильямом Тейлором, однако был смертельно ранен и через несколько дней после вступления в должность скончался).
После ухода с государственной службы Стоун вернулся в Куттаву и занялся коммерцией. C 1912 года занимал пост комиссара штата Кентукки по конфедератской пенсии.
12 марта 1923 года Уильям Джонсон Стоун скончался в столице штата Кентукки, Франкфорте. Похоронен на кладбище Нью-Бетел в округе Лайон.